# Charaxes ajax
Charaxes ajax är en fjärilsart som beskrevs av Fawcett 1897. Charaxes ajax ingår i släktet Charaxes och familjen praktfjärilar. Inga underarter finns listade i Catalogue of Life.